# 中国—几内亚比绍关系
中國—幾內亞比紹關係（葡萄牙語：Relações entre China e Guiné-Bissau）是指中國與幾內亞比紹的外交關係。中華人民共和國與幾內亞比紹於1974年3月15日建交。1990年5月26日，幾內亞比紹與中華民國建立外交關係，因此在5月31日中華人民共和國宣布與幾內亞比紹斷交。1998年4月23日復交。

## 經貿關係
中國與幾內亞比紹第一次建交時，中國為幾內亞比紹協助興建了體育場、醫院、稻谷技術推廣站等項目。1998年復交後開展農業技術合作，並向幾內亞比紹提供培訓名額。
2021年，中幾比雙邊貿易額9000萬美元，同比增長72.8％。中國主要出口機電產品、高新技術品、紡織品等。

## 中国驻几内亚比绍大使遭绑架事件
2003年2月10日，中国驻几内亚比绍大使高克祥和另外两名使馆人员开车外出归来，在大使官邸被4名持冲锋枪、手枪、长刀和铁棍的歹徒劫持。在劫持过程中，高克祥大使背部被歹徒刺伤，左前胸数根肋骨骨折，小腿也被打伤。
事件发生后，几内亚比绍总统昆巴·雅拉以及总理、外长、警察总监等先后到中国大使馆，慰问了受伤的高克祥大使和其他使馆工作人员。高克祥大使要求几内亚比绍政府采取措施，确保中国大使馆的安全，并全力缉拿罪犯，追回被歹徒抢走的使馆钱物。